# Krasov
Krasov (dříve Korunov, německy Kronsdorf, polsky Krasów) je obec v okrese Bruntál v Moravskoslezském kraji. Žije zde 362 obyvatel.

## Poloha
Obec Krasov sousedí na severu s Hošťálkovami, na východě s Branticemi, na jihu s Čakovou a Širokou Nivou a na severozápadě s Karlovicemi. Od okresního města Bruntál je vzdálena 12,5 kilometru a od krajského města Ostrava 61 kmïlometrů.
Geomorfologicky patří Krasov k provincii Česká vysočina, subprovincii Krkonošsko-jesenické (Sudetské), oblasti Jesenické (Východosudetské) (geomorfologický celek Nízký Jeseník, podcelek Brantická vrchovina). Nejvyšším bodem obce – 693 metrů – je bezejmenný kopec na hranici s Hošťálkovy; dále jsou zde např. Svoboda (663 etrů), Obecní vrch (683 metrů), Kozí vrch (679 metrů, na hranici s Hošťálkovy), na jih od obce pak Vysoká (628 metrů) nebo Kopřivná (638 metrů).
Území Krasova patří do povodí Odry, respektive Opavy. Obcí protéká ze západu na východ potok Krasovka pramenící v západním cípu katastru a do něj se vlévá z obou stran několik drobných toků, z nichž největší je levobřežní Kozí potok, pramenící pod Kozím vrchem.
Území obce pokrývá z 36 % zemědělská půda (13,5 % orná půda, 21,5 % louky a pastviny), z 58,5 % les a z 5 % zastavěné a ostatní (například průmyslové) plochy.

## Název
Do druhé poloviny 19. století je v dokladech jen německé Kronsdorf (do 18. století psáno Cronsdorf). V jeho první části bylo viděno slovo Krone ("koruna"), proto ve druhé polovině 19. století vytvořeno české Korunov. Je možné, že německé jméno je úprava staršího českého Chranov (jehož základem by bylo osobní jméno Chran a významem bylo "Chranův majetek"). Jméno Krasov bylo dáno až roku 1945 bez souvislosti s předchozími jmény.

## Historie
Založení vsi je datováno do roku 1450. První písemná zmínka o obci pochází z roku 1502 a v tomto období již stála v obci dědičná rychta. V 16. století byla obec součástí majetku krnovské komory. V této době byl na území obce postaven mlýn a pivovar.
V roce 1524 bylo krnovské panství včetně Krasova prodáno Jiřímu Braniborsko-Ansbašskému z rodu Hohenzollernu. Za účast na protihabsburském povstání přišel tento rod o svůj majetek a krnovské panství získal rod Lichtenštejnů.

## Obyvatelstvo
| Rok            | 1869  | 1880  | 1890  | 1900  | 1910  | 1921  | 1930 | 1950 | 1961 | 1970 | 1980 | 1991 | 2001 | 2011 | 2021 |
| -------------- | ----- | ----- | ----- | ----- | ----- | ----- | ---- | ---- | ---- | ---- | ---- | ---- | ---- | ---- | ---- |
| Počet obyvatel | 1 137 | 1 158 | 1 143 | 1 118 | 1 056 | 1 001 | 984  | 469  | 521  | 430  | 321  | 291  | 347  | 334  | 344  |
| Počet domů     | 180   | 182   | 180   | 209   | 225   | 227   | 232  | 144  | 113  | 99   | 81   | 135  | 173  | 181  | 185  |

## Obecní správa

### Obecní symboly
Znak a vlajka byly obci uděleny rozhodnutím předsedy Poslanecké sněmovny Parlamentu České republiky dne 8. října 2001.

## Pamětihodnosti
Dominantu obce tvoří barokní kostel svaté Kateřiny postavený v roce 1677. V letech 1867 až 1878 prodělal kostel rozsáhlou rekonstrukci. V obci byl ve třicátých letech 20. století postaven ještě jeden kostel, a to českobratrský. V obci jsou chráněny jako kulturní památka dva domy postavené ve stylu lidové architektury.

## Ochrana přírody
- Přírodní rezervace Krasovský kotel
- Přírodní rezervace Radim

## Rodáci
Významným místním rodákem je biskup Josef Schinzel (1869–1944), kterého v roce 1922 papež Pius XI. jmenoval světícím olomouckým biskupem a titulárním biskupem Alese. Na místním hřbitově se nachází biskupova hrobka.
Dalším známým rodákem je Otto Kittel (1917–1945), jenž se stal během druhé světové války ve službách německé Luftwaffe s 267 vítězstvími čtvrtým nejúspěšnějším leteckým esem všech dob.

## Galerie

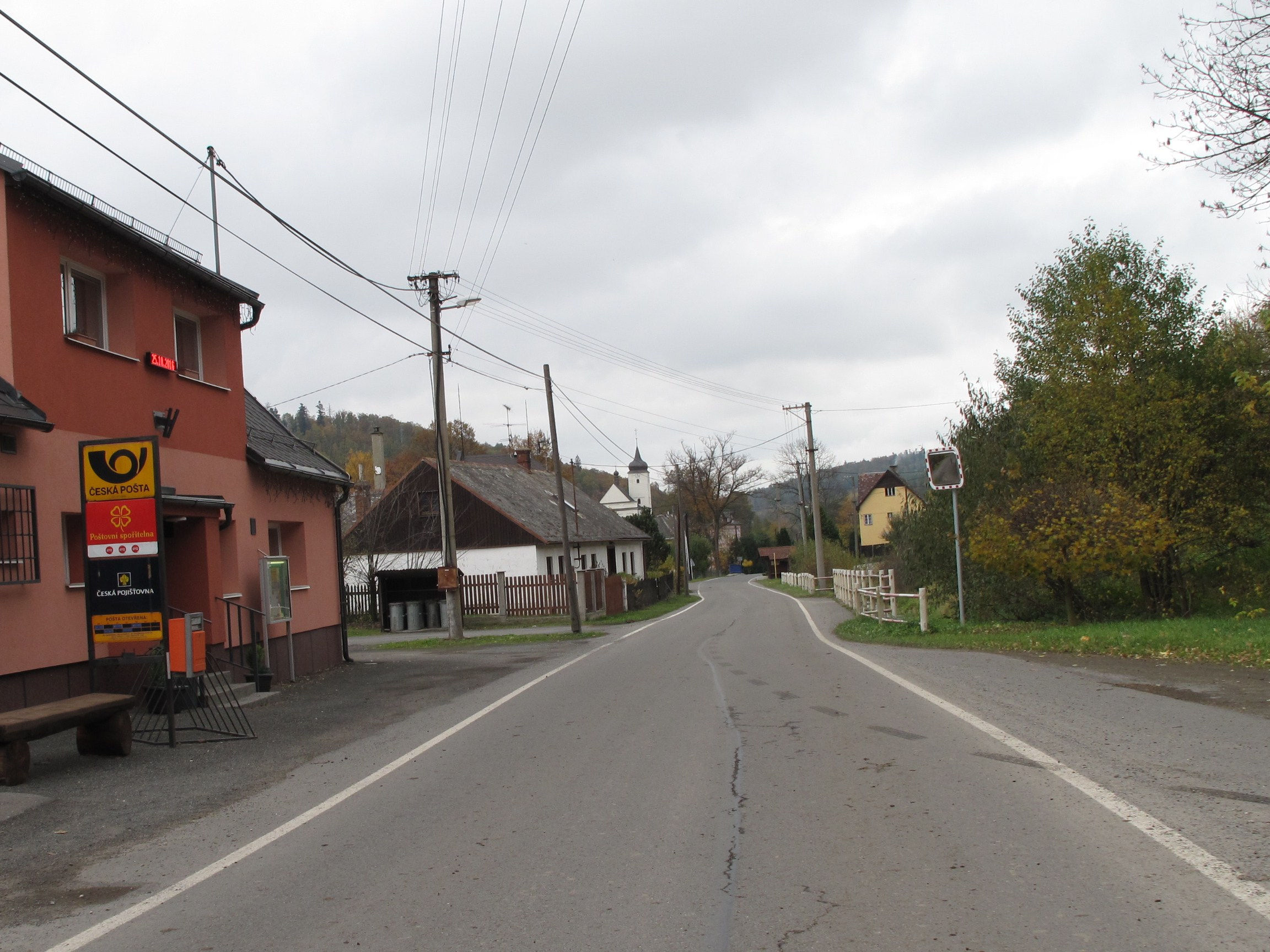
Ulice
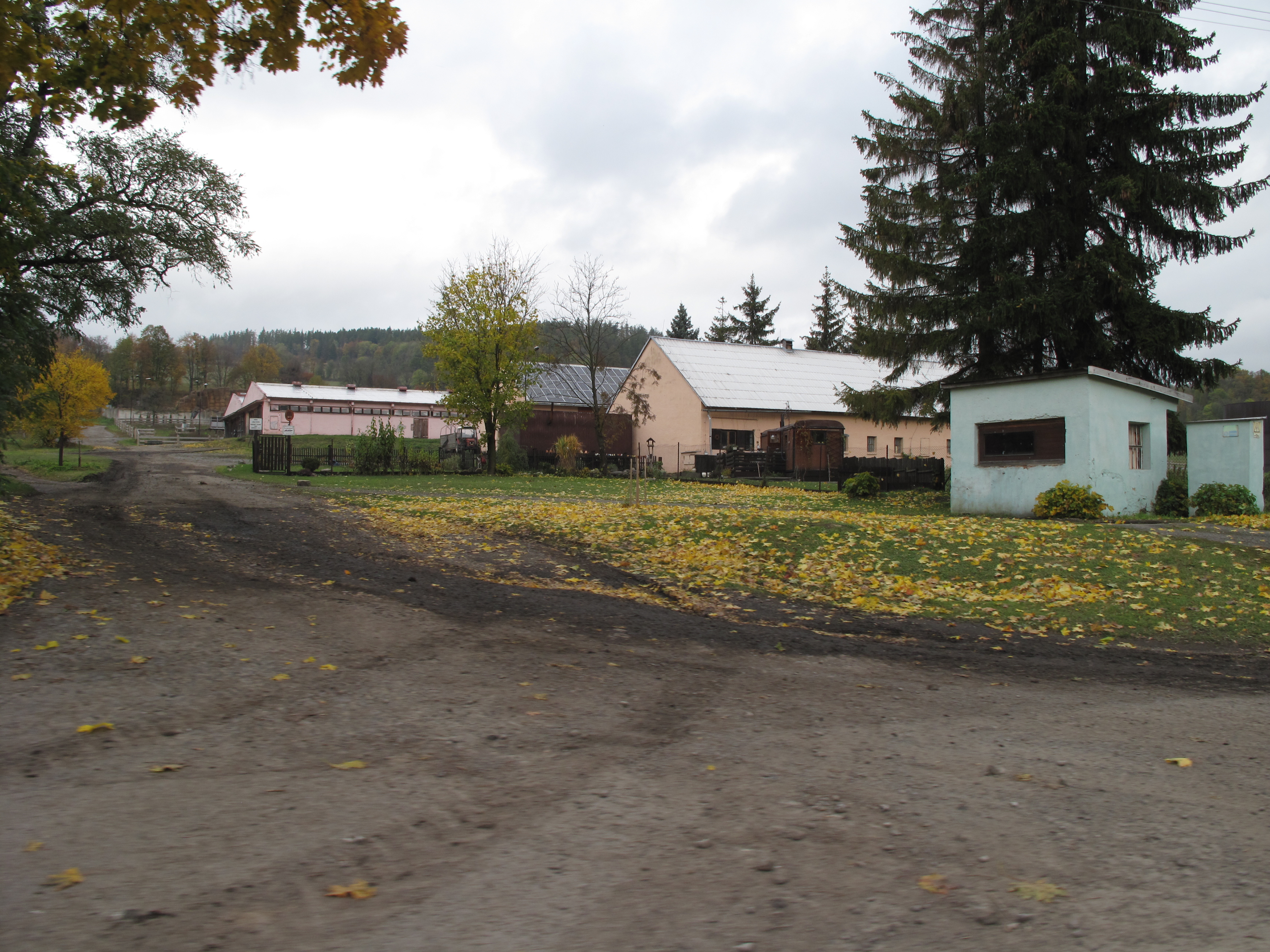
Statek
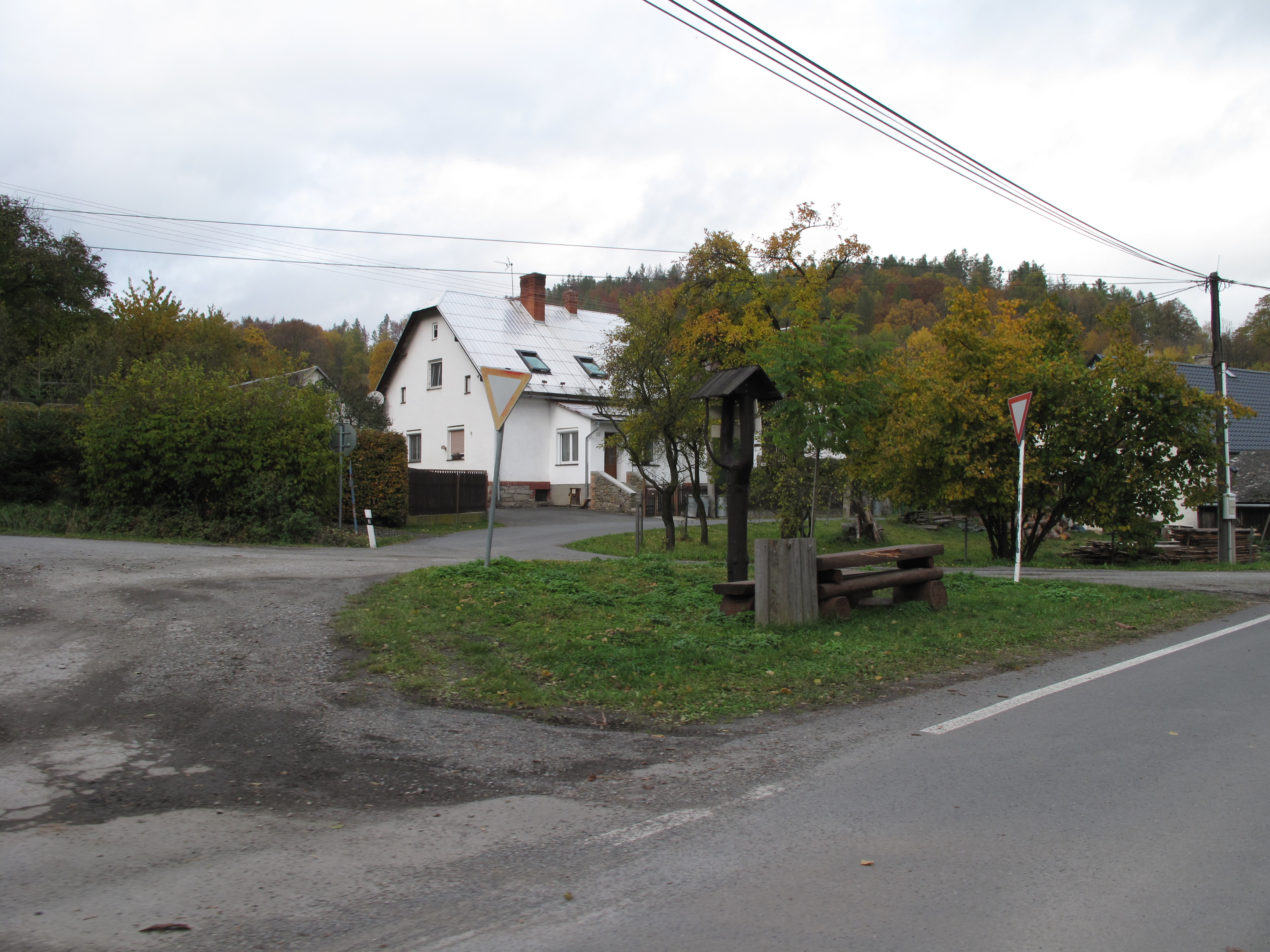
Rozcestí